# نوار زرد
نوار زرد نام مجموعه تلویزیونی به کارگردانی پوریا آذربایجانی و نویسندگی کریم لک‌زاده ساخته سال ۱۳۹۶ است. این سریال در ۲۵ قسمت ۴۰ دقیقه ای ساخته شده و خواننده تیتراژ آن پرواز همای است. «نوار زرد» به مناسبت هفته فراجا از شنبه ۱۵ مهر ۱۳۹۶ از شبکه دو سیما به روی آنتن رفت. این سریال دو بار در آی فیلم عربی باز پخش شد. همچنین این سریال سال ۱۳۹۸ از شبکه دو سیما باز پخش شد.

## داستان
این سریال داستان یک سرگرد آگاهی به نام کاوه کیهان را روایت می‌کند که گره پرونده‌های جنایی را باز می‌کند و در این میان به پرونده ای برمی‌خورد که کشف واقعیت پای زندگی شخصی اش را به میان می‌کشد این واقعیت بر می‌گردد به سال‌ها پیش زمانی که در بم خدمت می‌کرد و زلزله بم…

## عوامل

### بازیگران
- امیر آقایی
- بهاره کیان‌افشار
- سیروس گرجستانی
- قاسم زارع
- کمند امیرسلیمانی
- محسن بهرامی
- امید روحانی
- نادر مشایخی
- شهین تسلیمی
- سیروس میمنت
- محمدرضا فرزام
- مریم شیرازی
- سمیرا حسینی
- امیررضارضایی

## عوامل فنی
نویسنده: کریم لک زاده، دستیار کارگردان و برنامه‌ریز: امیر سلیمانی، مدیر تولید: فرشید رئوفی، مدیر تصویربرداری: هادی شلالوند، صدابردار: علی عدالت دوست، طراح صحنه و لباس: محسن شریفی، طراح گریم: کامران خلج، آهنگساز: مسعود سخاوت دوست مدیر تدارکات: افشین رئوفی، منشی صحنه: هدیه نصیری، عکاس: حسن هندی، مدیر روابط عمومی و مشاور رسانه ای: ملیکا مؤمنی راد و مجری طرح: مؤسسه فرهنگی هنری وصف صبا.

## نوار زرد ۲
نوار زرد۲  مجموعه تلویزیونی است که با کارگردانی سروش محمدزاده از شبکه دو پخش شد و نقش اصلی این مجموعه را بانیپال شومون ایفا می‌کند. داستان سریال و شخصیتها در ادامه سریال نوار زرد هستند اما تمام بازیگران تغییر کرده‌اند.

### داستان
سریال نوار زرد۲ با پرونده‌های جنایی و خشن تازه ای آغاز می‌شود. سرگرد «کاوه کیهان» با حل معماهای کوچکی قرار است به حقیقتی بزرگ برسد.

### بازیگران
- بانیپال شومون
- پوریا پورسرخ
- امیرحسین صدیق
- پوراندخت مهیمن
- حسین پاکدل
- ایرج نوذری
- رضا توکلی
- نجمه جودکی
- حسام محمودی
- ایوب آقاخانی
- شهرام شکیبا
- محمود پاک‌نیت
- مهشید جوادی
- سهیل مستجابیان
- آزاده مهدی‌زاده
- آذین احرامی
- ستاره سادات‌قطبی
- جواد مولانیا